# 가미지 유이
가미지 유이(일본어: 上地 結衣, 1994년 4월 24일 ~ )는 일본의 휠체어 테니스 선수이다. 미쓰이스미토모 은행 소속이며 2019년까지는 에이벡스 그룹 소속이었다. 2014년에 영국의 휠체어 테니스 선수인 조댄 휠리와 함께 파트너를 이루어 여자 휠체어 테니스 복식 사상 4번째 연간 그랜드 슬램을 달성했다.

## 경력
가미지 유이는 1994년 4월 24일에 효고현 아카시시에서 태어났으며 아카시 시립 아카시 상업 고등학교를 졸업했다. 선천성 잠재성 척추갈림증에 따른 대마비(하반신 마비)를 가진 그는 원래부터 보조 장비를 차고 다닐 수 있었지만 성장과 함께 보행에 어려움을 겪었다. 그는 초등학교 4학년이 끝날 무렵부터 휠체어 농구를 시작했는데 농구부 멤버의 소개를 받고 11세부터 휠체어 테니스를 시작했다. 14세 시절에는 사상 최연소로 일본 테니스 랭킹 1위에 올랐다.
2008년에 요시다 기념 테니스 센터가 주최하고 지바현 가시와시에서 열린 일본의 휠체어 테니스 대회인 NEC 전일본 선발 휠체어 테니스 선수권 대회에서 처음으로 우승을 달성했고 2017년 대회까지 10연패를 달성했다. 또한 2008년에 히로시마시에서 열린 일본의 휠체어 테니스 대회인 피스컵에서도 처음으로 여자 단식에서 우승을 차지했고 2011년부터 2013년 대회까지 3연패를 달성했다.
고등학교 3학년에 재학 중이던 2012년 런던 하계 패럴림픽에 일본 대표로 참가했으며 여자 단식과 복식(파트너는 도모리 가나코) 모두 8강전까지 진출했다. 그는 원래 패럴림픽이 끝난 후에 테니스를 그만둘 생각이었지만 패럴림픽이라는 세계 최고의 무대에 섰다는 사실을 계기로 테니스 선수로 살아가기로 결심했다.
가미지는 2013년에 미국 캘리포니아주 미션비에호에서 열린 NEC 휠체어 테니스 마스터스 여자 단식에서 네덜란드 이외의 선수로는 처음으로 우승을 차지했다. 또한 구니에다 신고가 남자 단식에서 우승을 차지하면서 사상 최초로 일본 출신 남녀 테니스 선수가 동반 우승을 차지한 대회가 되었다.
2014년에는 영국의 휠체어 테니스 선수인 조댄 휠리와 함께 파트너를 이루어 휠체어 테니스 여자 복식 연간 그랜드 슬램을 달성했다. 호주 오픈에서는 처음으로 여자 복식 그랜드 슬램 우승을 달성했고 프랑스 오픈에서는 여자 단식·복식 그랜드 슬램 우승을 달성했다. 또한 복식 종목만 개최한 윔블던 선수권 대회에서도 우승을 차지하여 그랜드 슬램 3회 연속 우승을 달성했고 US 오픈에서도 여자 단식·복식에서 그랜드 슬램 우승을 달성했다. 또한 21세 135일에 여자 휠체어 테니스에서 연간 그랜드 슬램을 달성한 최연소 선수라는 기네스 세계 기록으로 인정받았다.
가미지는 2015년에 열린 호주 오픈에서 여자 복식 2연패를 달성했다. 하지만 프랑스 오픈에서는 여자 단식 준결승전에서 네덜란드의 아닉 판 코트에게 패배했고 여자 복식 결승전에서는 이스커 흐리피운(네덜란드)-아닉 판 코트(네덜란드) 조에게 패배했다. 이로써 가미지의 그랜드 슬램 대회 복식 연속 우승은 5에서 멈추게 된다.
2016년에 열린 호주 오픈에서는 여자 복식 3연패를 달성했다. 프랑스 오픈에서는 2년 만에 여자 복식 우승을 달성했고 윔블던 선수권 대회에서는 여자 복식 3연패를 달성했다. 2016년 리우데자네이루 하계 패럴림픽에서는 여자 단식에서 일본 선수로는 최초로 동메달을 획득했다. 여자 복식에서는 일본의 니조 미호와 함께 파트너를 이루어 출전했지만 3위 결정전에서 영국의 루시 슈커-조댄 휠리 조에게 패배하여 메달 획득이 좌절되었다.
2017년에 열린 호주 오픈에서는 여자 단식에서 2번 시드를 받아 출전했고 결승전에서 1번 시드를 받은 네덜란드의 이스커 흐리피운을 풀 세트로 꺾고 첫 우승을 차지했다. 2018년에 열린 호주 오픈 여자 복식에서는 네덜란드의 마르욜레인 바위스와 함께 파트너를 이루어 출전했는데 결승전에서 네덜란드의 디더 더 흐로트-아닉 판 코트 조를 누르고 2년 만에 4번째 우승을 달성했다. 2019년 4월에는 미쓰이스미토모 은행과 소속 계약을 체결했다. 2020년에 열린 호주 오픈에서는 여자 단식에서 네덜란드의 아닉 판 코트를 누르고 3년 만에 2번째 우승을 차지했다. 또한 여자 복식에서도 디더 더 흐로트(네덜란드)-아닉 판 호트(네덜란드) 조를 누르고 2년 만에 5번째 우승을 차지하여 2관왕을 달성했다.
2021년에 열린 2020년 도쿄 하계 패럴림픽에서는 여자 단식에서 은메달을 획득했고 여자 복식(파트너는 오타니 모모코)에서 동메달을 획득했다. 또한 일본 국립경기장에서 열린 패럴림픽 개막식에서는 남자 보치아 선수인 우치다 슌스케, 여자 파워리프팅 선수인 모리사키 가린과 함께 성화를 점화하기도 했다.

### 내용주
1. ↑  2020년 도쿄 하계 패럴림픽은 원래 2020년 8월 25일부터 9월 6일까지 개최될 예정이었으나 2020년에 일어난 코로나19 범유행의 여파로 인하여 2020년 도쿄 하계 올림픽과 마찬가지로 1년 정도 연기되었다.

### 참고주
1. ↑  “エイベックス・チャレンジド・アスリート”. 《エイベックス・チャレンジド・アスリート》 (일본어). 2016년 10월 2일에 원본 문서에서 보존된 문서. 2022년 11월 18일에 확인함.
2. ↑  “BBC Sport – Australian Open 2014: Jordanne Whiley wins first Grand Slam title”. 《BBC Sport》 (영어). 2014년 1월 24일. 2014년 1월 24일에 확인함.
3. ↑  “ITF Tennis – WHEELCHAIR – Articles – Top seeds clinch Doubles Masters titles”. 《itftennis.com》 (영어). 2013년 11월 12일. 2016년 2월 7일에 원본 문서에서 보존된 문서. 2014년 1월 24일에 확인함.
4. 1 2  “-四大大会で初めて日本人がアベック優勝！-車いすテニスプレーヤー上地結衣選手と国枝慎吾選手が全仏オープン優勝”. 《ダンロップスポーツ》 (일본어). 2014년 6월 9일. 2014년 7월 13일에 확인함.
5. 1 2  Raito Hino (2012년 7월 31일). “パラリンピック 車いすテニス日本代表 上地結衣選手インタビュー”. 《GO豪メルボルン》 (일본어). 2014년 7월 8일에 확인함.
6. ↑  “JAL×YUI KAMIJI SPECIAL SITE”. 《Japan Airlines》 (일본어). 2022년 11월 13일에 확인함.
7. ↑  “上地結衣が大会10連覇、眞田卓は3連覇を達成 [第27回全日本選抜車いす]”. 《tennismagazine.jp》 (일본어). 2017년 12월 10일. 2022년 11월 14일에 확인함.
8. ↑  “Peace Cup 歩み”. 《Peace Cup》 (일본어). 2020년 1월 14일에 원본 문서에서 보존된 문서.
9. ↑  “ロンドン2012 パラリンピック競技大会／日本代表選手団成績” (PDF). 《日本障がい者スポーツ協会》 (일본어). 2022년 11월 13일에 확인함.
10. 1 2  “【車いすテニス】全仏優勝の上地結衣。途絶えかけたテニス人生”. 《Sportiva》 (일본어). 2014년 6월 7일. 2014년 7월 14일에 확인함.
11. ↑  “「NEC車いすテニスマスターズ」で男女ともに日本人選手が優勝！”. 《日本電気》 (일본어). 2014년 7월 14일에 확인함.
12. ↑  “車いすテニス、国枝慎吾と上地結衣がダブルス優勝 [全豪オープン]”. 《ベースボール・マガジン社》 (일본어). 2014년 1월 24일. 2014년 7월 20일에 확인함.[깨진 링크(과거 내용 찾기)]
13. ↑  “上地結衣 GS3大会連続優勝”. 《tennis365.net》 (일본어). 2014년 7월 7일. 2014년 7월 20일에 확인함.
14. ↑  “US Open Wheelchair Women's Doubles Championship” (PDF). 《US Open》 (영어). 2016년 3월 5일에 원본 문서 (PDF)에서 보존된 문서. 2022년 11월 14일에 확인함.
15. ↑  “ギネス世界記録 特別インタビュー： 上地結衣選手”. 《ギネス世界記録》 (일본어). 2017년 11월 13일에 원본 문서에서 보존된 문서. 2016년 10월 22일에 확인함.
16. ↑  “Australian Open 2015 Women's Wheelchair Doubles Championship” (PDF). 《Australian Open》 (영어). 2015년 1월 31일에 원본 문서 (PDF)에서 보존된 문서.
17. ↑  “Roland Garros 2015 Women's Wheelchair Singles” (PDF). 《rolandgarros.com》 (영어). 2015년 12월 17일에 원본 문서 (PDF)에서 보존된 문서.
18. ↑  “Roland Garros 2015 Women's Wheelchair Doubles” (PDF). 《rolandgarros.com》 (영어). 2015년 6월 15일에 원본 문서 (PDF)에서 보존된 문서.
19. ↑  “Aus Open 2016 Women's Wheelchair Doubles” (PDF). 《ausopen.com》 (영어). 2016년 1월 26일. 2016년 1월 31일에 원본 문서 (PDF)에서 보존된 문서.
20. ↑  “上地結衣、日本初の銅メダル”. 《tennis365.net》 (일본어). 2016년 9월 15일. 2016년 10월 22일에 확인함.
21. ↑  “リオ 2016 パラリンピック競技大会／日本代表選手団成績” (PDF). 《日本障がい者スポーツ協会》 (일본어). 2016년 10월 22일에 확인함.
22. ↑  “Alcott, Fernandez and Kamiji win 2017 Australian Open titles”. 《International Tennis Federation》 (영어). 2017년 1월 28일. 2022년 11월 14일에 확인함.
23. ↑  “Dunlop Stars win Australian Open”. 《Dunlop Sports》 (영어). 2018년 1월 28일. 2022년 11월 14일에 확인함.
24. ↑  “車いすテニスプレイヤー 上地結衣選手と所属契約を締結(1/1)”. 《株式会社三井住友銀行》 (일본어). 2019년 4월 22일. 2021년 9월 24일에 원본 문서에서 보존된 문서. 2022년 11월 13일에 확인함.
25. 1 2  “Tennis: Kunieda, Kamiji do Australian Open wheelchair singles double”. 《Kyodo News》 (영어). 2020년 2월 2일. 2022년 11월 14일에 확인함.
26. ↑  “Tokyo 2020  - wheelchair-tennis - women-s-singles”. 《International Paralympic Committee》 (영어). 2022년 11월 14일에 확인함.
27. ↑  “Tokyo 2020  - wheelchair-tennis - women-s-doubles”. 《International Paralympic Committee》 (영어). 2022년 11월 14일에 확인함.
28. ↑  “Trio light Cauldron as Tokyo 2020 Paralympic Games open”. 《Inside the Games》 (영어). 2021년 8월 24일. 2022년 11월 14일에 확인함.
29. ↑  “'우리에겐 날개가 있다'…2020 도쿄 패럴림픽 힘찬 개막(종합)”. 《연합뉴스》. 2021년 8월 24일. 2022년 11월 14일에 확인함.